# Selçuk İnan
Selçuk İnan (İskenderun, 10 februari 1985) is een Turks oud-voetballer en trainer. Tussen 2007 maakte İnan zijn debuut in het Turks voetbalelftal. In 2020 stopte hij met voetballen en ging door als assistent-trainer en vervolgens hoofdtrainer.

## Clubcarrière
Selçuk İnan begon aan zijn voetbalcarrière bij de derdeklasser Çanakkale Dardanelspor. Daar was hij actief vanaf 2002 tot en met 2006 en goed voor zes doelpunten in 76 wedstrijden. In 2006 tekende hij een contract voor vierenhalf jaar bij het door Ersun Yanal getrainde Manisaspor. İnan debuteerde op 21 januari 2006 bij deze ploeg tegen MKE Ankaragücü. Toen Yanal in 2008 naar Trabzonspor vertrok nam hij İnan mee naar deze ploeg. In mei 2008 tekende hij een contract voor drie seizoenen. Zijn debuut maakte İnan in de wedstrijd tegen Ankaraspor AŞ. De wedstrijd eindigde in 2–0, waarbij İnan het eerste doelpunt maakte. Bij Trabzonspor groeide İnan snel uit tot een vaste waarde.
In 2011 besloot İnan om transfervrij naar Galatasaray SK te gaan. Tijdens zijn eerste seizoen behaalde İnan met Galatasaray het kampioenschap van Turkije, waarbij hij een bijdrage leverde met 13 doelpunten en 16 assists. Een jaar later werd hij bij Galatasaray herenigd met Burak Yılmaz en Umut Bulut, ploeggenoten bij Trabzonspor, en behaalde met Galatasaray de achtste finale van de UEFA Champions League. İnan beleefde persoonlijk zijn meest succesvolle seizoen op het hoogste niveau in Turkije in het seizoen 2011/12: hij speelde in 39 competitieduels, maakte dertien doelpunten en leverde veertien assists. In het voorjaar van 2012 behaalde İnan met Galatasaray zijn eerste landstitel. In het seizoen 2014/15 behaalde hij samen met de club de grootste successen – met Galatasaray won İnan naast de landstitel ook het bekertoernooi.
Vanaf 2014 was İnan meerdere wedstrijden aanvoerder van het team. Voorafgaand aan het seizoen 2019-2020 werd zijn aflopende contract met een jaar verlengd. Na de verlenging werd zijn contract niet opnieuw verlengd, waarop hij zijn voetbalcarrière beëindigde.

## Trainerscarrière
In 2020 stopte hij met voetballen na 9 jaar bij Galatasaray gespeeld te hebben. Hij bleef echter bij de club en ging door als assistent van zijn voormalige coach Fatih Terim. Voorafgaand aan het seizoen 2021-2022 leidde hij het team voor de eerste trainingen van het seizoen, omdat vanwege uitgestelde bestuursverkiezingen het afgelopen contract van Terim nog niet was verlengd.

## Interlandcarrière
Selçuk İnan maakte zijn debuut in het Turks voetbalelftal op 13 oktober 2007 in de EK-kwalificatiewedstrijd tegen Moldavië (1–1 gelijkspel). In zijn negentiende interland – een oefenwedstrijd op 24 mei 2012 in een tegen Georgië (1–3 winst) – maakte İnan zijn eerste interlanddoelpunt, een door arbiter Markus Hameter toegekende strafschop in de 82ste minuut. Onder bondscoach Fatih Terim is hij een vaste waarde in het nationaal elftal van Turkije. Op 3 september 2015 maakte İnan voor het eerst in zijn interlandcarrière een beslissend doelpunt: in de kwalificatiewedstrijd voor het Europees kampioenschap voetbal 2016 tegen Letland schoot hij een kwartier voor tijd Turkije naar een voorsprong. De Let Valerijs Šabala maakte in de blessuretijd de gelijkmaker. İnan maakte op 13 oktober 2015 in de laatste kwalificatiewedstrijd tegen IJsland één minuut voor tijd het winnende doelpunt, waardoor Turkije zich direct plaatste voor het eindtoernooi. Hij benutte een door Gianluca Rocchi toegekende vrije trap. Met Turkije nam İnan in juni 2016 deel aan het Europees kampioenschap in Frankrijk. Na nederlagen tegen Spanje (0–3) en Kroatië (0–1) en een overwinning op Tsjechië (2–0) was Turkije uitgeschakeld in de groepsfase.

### Overzicht als interlandspeler
| Interlands van Selçuk İnan voor Turkije | Interlands van Selçuk İnan voor Turkije | Interlands van Selçuk İnan voor Turkije | Interlands van Selçuk İnan voor Turkije | Interlands van Selçuk İnan voor Turkije | Interlands van Selçuk İnan voor Turkije | Interlands van Selçuk İnan voor Turkije |
| №                                       | Datum                                   | Wedstrijd                               | Uitslag                                 | Soort wedstrijd                         | Doelpunten                              |                                         |
| Als speler bij Vestel Manisaspor        | Als speler bij Vestel Manisaspor        | Als speler bij Vestel Manisaspor        | Als speler bij Vestel Manisaspor        | Als speler bij Vestel Manisaspor        | Als speler bij Vestel Manisaspor        | Als speler bij Vestel Manisaspor        |
| --------------------------------------- | --------------------------------------- | --------------------------------------- | --------------------------------------- | --------------------------------------- | --------------------------------------- | --------------------------------------- |
| 1.                                      | 13 oktober 2007                         | Moldavië – Turkije                      | 1 – 1                                   | Kwalificatie EK 2008                    |                                         |                                         |
| Als speler bij Trabzonspor              |                                         |                                         |                                         |                                         |                                         |                                         |
| 2.                                      | 20 augustus 2008                        | Turkije – Chili                         | 1 – 0                                   | Vriendschappelijk                       |                                         |                                         |
| 3.                                      | 22 mei 2010                             | Tsjechië – Turkije                      | 1 – 2                                   | Vriendschappelijk                       |                                         |                                         |
| 4.                                      | 26 mei 2010                             | Noord-Ierland – Turkije                 | 0 – 2                                   | Vriendschappelijk                       |                                         |                                         |
| 5.                                      | 29 mei 2010                             | Verenigde Staten – Turkije              | 2 – 1                                   | Vriendschappelijk                       |                                         |                                         |
| 6.                                      | 3 september 2010                        | Kazachstan – Turkije                    | 0 – 3                                   | Kwalificatie EK 2012                    |                                         |                                         |
| 7.                                      | 7 september 2010                        | Turkije – België                        | 3 – 2                                   | Kwalificatie EK 2012                    |                                         |                                         |
| 8.                                      | 12 oktober 2010                         | Azerbeidzjan – Turkije                  | 1 – 0                                   | Kwalificatie EK 2012                    |                                         |                                         |
| 9.                                      | 17 november 2010                        | Nederland – Turkije                     | 1 – 0                                   | Vriendschappelijk                       |                                         |                                         |
| 10.                                     | 9 februari 2011                         | Turkije – Zuid-Korea                    | 0 – 0                                   | Vriendschappelijk                       |                                         |                                         |
| 11.                                     | 29 maart 2011                           | Turkije – Oostenrijk                    | 2 – 0                                   | Kwalificatie EK 2012                    |                                         |                                         |
| 12.                                     | 3 juni 2011                             | België – Turkije                        | 1 – 1                                   | Kwalificatie EK 2012                    |                                         |                                         |
| Als speler bij Galatasaray              |                                         |                                         |                                         |                                         |                                         |                                         |
| 13.                                     | 10 augustus 2011                        | Turkije – Estland                       | 3 – 0                                   | Vriendschappelijk                       |                                         |                                         |
| 14.                                     | 2 september 2011                        | Turkije – Kazachstan                    | 2 – 1                                   | Kwalificatie EK 2012                    |                                         |                                         |
| 15.                                     | 7 oktober 2011                          | Turkije – Duitsland                     | 1 – 3                                   | Kwalificatie EK 2012                    |                                         |                                         |
| 16.                                     | 11 oktober 2011                         | Turkije – Azerbeidzjan                  | 1 – 0                                   | Kwalificatie EK 2012                    |                                         |                                         |
| 17.                                     | 11 november 2011                        | Turkije – Kroatië                       | 0 – 3                                   | Kwalificatie EK 2012                    |                                         |                                         |
| 18.                                     | 15 november 2011                        | Kroatië – Turkije                       | 0 – 0                                   | Kwalificatie EK 2012                    |                                         |                                         |
| 19.                                     | 24 mei 2012                             | Georgië – Turkije                       | 1 – 3                                   | Vriendschappelijk                       | 82' (pen.)                              |                                         |
| 20.                                     | 2 juni 2012                             | Portugal – Turkije                      | 1 – 3                                   | Vriendschappelijk                       |                                         |                                         |
| 21.                                     | 15 augustus 2012                        | Oostenrijk – Turkije                    | 2 – 0                                   | Vriendschappelijk                       |                                         |                                         |
| 22.                                     | 11 september 2012                       | Turkije – Estland                       | 3 – 0                                   | Kwalificatie WK 2014                    | 75'                                     |                                         |
| 23.                                     | 14 november 2012                        | Turkije – Denemarken                    | 1 – 1                                   | Vriendschappelijk                       |                                         |                                         |
| 24.                                     | 6 februari 2013                         | Turkije – Tsjechië                      | 0 – 2                                   | Vriendschappelijk                       |                                         |                                         |
| 25.                                     | 22 maart 2013                           | Andorra – Turkije                       | 0 – 2                                   | Kwalificatie WK 2014                    | 30'                                     |                                         |
| 26.                                     | 26 maart 2013                           | Turkije – Hongarije                     | 1 – 1                                   | Kwalificatie WK 2014                    |                                         |                                         |
| 27.                                     | 28 mei 2013                             | Letland – Turkije                       | 3 – 3                                   | Vriendschappelijk                       | 23' (pen.)                              |                                         |
| 28.                                     | 31 mei 2013                             | Slovenië – Turkije                      | 2 – 0                                   | Vriendschappelijk                       |                                         |                                         |
| 29.                                     | 14 augustus 2013                        | Turkije – Ghana                         | 2 – 2                                   | Vriendschappelijk                       |                                         |                                         |
| 30.                                     | 10 september 2013                       | Roemenië – Turkije                      | 0 – 2                                   | Kwalificatie WK 2014                    |                                         |                                         |
| 31.                                     | 11 oktober 2013                         | Estland – Turkije                       | 0 – 2                                   | Kwalificatie WK 2014                    |                                         |                                         |
| 32.                                     | 15 oktober 2013                         | Turkije – Nederland                     | 0 – 2                                   | Kwalificatie WK 2014                    |                                         |                                         |
| 33.                                     | 5 maart 2014                            | Turkije – Zweden                        | 2 – 1                                   | Vriendschappelijk                       |                                         |                                         |
| 34.                                     | 25 mei 2014                             | Ierland – Turkije                       | 1 – 2                                   | Vriendschappelijk                       |                                         |                                         |
| 35.                                     | 1 juni 2014                             | Verenigde Staten – Turkije              | 2 – 1                                   | Vriendschappelijk                       | 90' (pen.)                              |                                         |
| 36.                                     | 3 september 2014                        | Denemarken – Turkije                    | 1 – 2                                   | Vriendschappelijk                       |                                         |                                         |
| 37.                                     | 9 september 2014                        | IJsland – Turkije                       | 3 – 0                                   | Kwalificatie EK 2016                    |                                         |                                         |
| 38.                                     | 10 oktober 2014                         | Turkije – Tsjechië                      | 1 – 2                                   | Kwalificatie EK 2016                    |                                         |                                         |
| 39.                                     | 12 november 2014                        | Turkije – Brazilië                      | 0 – 4                                   | Vriendschappelijk                       |                                         |                                         |
| 40.                                     | 16 november 2014                        | Turkije – Kazachstan                    | 3 – 1                                   | Kwalificatie EK 2016                    |                                         |                                         |
| 41.                                     | 28 maart 2015                           | Nederland – Turkije                     | 1 – 1                                   | Kwalificatie EK 2016                    |                                         |                                         |
| 42.                                     | 31 maart 2015                           | Luxemburg – Turkije                     | 1 – 2                                   | Vriendschappelijk                       |                                         |                                         |
| 43.                                     | 8 juni 2015                             | Turkije – Bulgarije                     | 4 – 0                                   | Vriendschappelijk                       |                                         |                                         |
| 44.                                     | 12 juni 2015                            | Kazachstan – Turkije                    | 0 – 1                                   | Kwalificatie EK 2016                    |                                         |                                         |
| 45.                                     | 3 september 2015                        | Turkije – Letland                       | 1 – 1                                   | Kwalificatie EK 2016                    | 77'                                     |                                         |
| 46.                                     | 6 september 2015                        | Turkije – Nederland                     | 3 – 0                                   | Kwalificatie EK 2016                    |                                         |                                         |
| 47.                                     | 10 oktober 2015                         | Tsjechië – Turkije                      | 0 – 2                                   | Kwalificatie EK 2016                    | 62' (pen.)                              |                                         |
| 48.                                     | 13 oktober 2015                         | Turkije – IJsland                       | 1 – 0                                   | Kwalificatie EK 2016                    | 89'                                     |                                         |
| 49.                                     | 24 maart 2016                           | Turkije – Zweden                        | 2 – 1                                   | Vriendschappelijk                       |                                         |                                         |
| 50.                                     | 29 maart 2016                           | Oostenrijk – Turkije                    | 1 – 2                                   | Vriendschappelijk                       |                                         |                                         |
| 51.                                     | 22 mei 2016                             | Engeland – Turkije                      | 2 – 1                                   | Vriendschappelijk                       |                                         |                                         |
| 52.                                     | 5 juni 2016                             | Slovenië – Turkije                      | 0 – 1                                   | Vriendschappelijk                       |                                         |                                         |
| 53.                                     | 12 juni 2016                            | Turkije – Kroatië                       | 0 – 1                                   | EK 2016                                 |                                         |                                         |
| 54.                                     | 17 juni 2016                            | Spanje – Turkije                        | 3 – 0                                   | EK 2016                                 |                                         |                                         |
| 55.                                     | 21 juni 2016                            | Tsjechië – Turkije                      | 0 – 2                                   | EK 2016                                 |                                         |                                         |